# Pteropus chrysoproctus
Pteropus chrysoproctus is een vleermuis uit het geslacht Pteropus.

## Kenmerken
Er zijn verschillende nauw verwante onbeschreven soorten. Er is weinig over deze soort bekend. Het is een grote, geelbruine vleerhond. De kop-romplengte bedraagt ca. 250 mm, de voorarmlengte 166,7 tot 179,5 mm, de tibialengte 72,0 tot 75,6 mm, de oorlengte 26,2 tot 30,5 mm en het gewicht 650 tot 775 g.
De rug van dit exemplaar is donkerbruin, de schouders zijn okerkleurig. Het holotype lijkt op P. caniceps, maar heeft kleinere tanden en een langere vacht. 

## Verwantschap
De vorm Pteropus argentatus Gray, 1844, die alleen bekend is van het jonge, beschadigde holotype, dat in de negentiende eeuw is gevangen (waarschijnlijk op Ambon), wordt beschouwd als een synoniem van P. chrysoproctus, maar of dat terecht is is onduidelijk. 

## Verspreiding
Deze soort komt voor in de centrale Molukken (Indonesië) op de eilanden Ambon, Bisa, Buru, Gorong, Kofiau, Obi, Panjang, Seram, Seram Rai en Watubella. Van zowel P. chrysoproctus als P. argentatus is gerapporteerd dat ze op Sulawesi zouden voorkomen, maar dat bleek later gebaseerd te zijn op een verkeerde identificatie van exemplaren van Acerodon celebensis.
Pteropus admiralitatum · Pteropus aldabrensis · Pteropus alecto · Pteropus anetianus · Pteropus aruensis · Pteropus brunneus · Pteropus caniceps · Halstervleerhond (Pteropus capistratus) · Pteropus chrysoproctus · Pteropus cognatus · Pteropus conspicillatus · Pteropus dasymallus · Pteropus faunulus · Pteropus fundatus · Vliegende vos (Pteropus giganteus) · Pteropus gilliardorum · Pteropus griseus · Pteropus howensis · Pteropus hypomelanus · Chuukvleerhond (Pteropus insularis) · Pteropus intermedius · Pteropus keyensis · Comorenvleerhond (Pteropus livingstonii) · Pteropus lombocensis · Pteropus loochoensis · Lyles vleerhond (Pteropus lylei) · Pteropus macrotis · Pteropus mahaganus · Pteropus mariannus · Pteropus melanopogon · Pteropus melanotus · Pohnpeivleerhond (Pteropus molossinus) · Pteropus neohibernicus · Zwarte vleerhond (Pteropus niger) · Pteropus nitendiensis · Pteropus ocularis · Pteropus ornatus · Pteropus pelewensis · Pteropus personatus · Pteropus pilosus · Pteropus pohlei · Grijskopvleerhond (Pteropus poliocephalus) · Boninvleerhond (Pteropus pselaphon) · Pteropus pumilus · Pteropus rayneri · Pteropus rennelli · Rodriguesvleerhond (Pteropus rodricensis) · Rode vleerhond (Pteropus rufus) · Pteropus samoensis · Pteropus scapulatus · Pteropus seychellensis · Pteropus speciosus · Pteropus subniger · Pteropus temminckii · Pteropus tokudae · Tongavleerhond (Pteropus tonganus) · Pteropus tuberculatus · Pteropus ualanus · Kalong (Pteropus vampyrus) · Pteropus vetulus · Pembavleerhond (Pteropus voeltzkowi) · Pteropus woodfordi · Pteropus yapensis